# Stibarsen
Stibarsen nebo též allemontit je vzácně se vyskytující minerál, který je přírodní slitinou arsenu a antimonu (AsSb) – jejich intermetalickou fází. Krystalizuje v klencové krystalové soustavě. Název stibarsen pochází ze sloučení latinských názvů obou prvků, Stibium a Arsenicum. 
Používají se oba názvy, avšak výraz allemontit se spíše užívá pro dobře vyvinutý ledvinitý agregát stibarsenu – pro jeho eutektoidní směs vzniklou ochlazením soustavy pod určitou teplotu bez změny skupenství a vykazující na rozdíl od čistého stibarsenu typické segregační struktury. Název allemontit dostal podle naleziště Monêtier-Allemont ležícího ve francouzském departementu Isère v regionu Auvergne-Rhône-Alpes.

## Vznik
Je hydrotermálního původu, ale můžeme ho také nalézt v granitických pegmatitech.

## Vlastnosti
- Fyzikální vlastnosti: Tvrdost 3-4, , vysoká hustota 6,15 g/cm³, štěpnost dokonalá v jedné rovině, lom lasturnatý.
- Optické vlastnosti: Barva je černá až světle šedá (podle úrovně zvětrání). Lesk kovový, průhlednost: není průhledný ani průsvitný, vryp šedý.
- Chemické vlastnosti: Složení: Sb 61,91 %, As 38,09 %, je jedovatý, plamen mění na modrozelený a zapáchá po česneku.

## Parageneze
V pegmatitech s Antimonem, Stibiotantalitem, Mikrolitem, na hydrotermálních ložiscích společně s Arsenem, Pyrargyritem, Proustitem, Pyrostilpnitem a Dyskrasitem

## Výskyt
- Třebsko, Příbram, Česko - ložiska z uranového dolu, dříve označované jako allemontit[1]
- Moctezuma, Španělsko
- Varuträsku, Švédsko - vzorky z Li-pegmatitů[1]
- Atlin, Britská Kolumbie, Kanada - až 8 cm veliké ledvinité agregáty[1]